# Ганс-Адольф Прюцманн
Ганс-Адольф Прюцманн (нім. Hans-Adolf Prützmann; 31 серпня 1901, Толькеміт — 21 травня 1945, Люнебург) — військовий і поліцейський діяч Німеччини, обергруппенфюрер СС, генерал поліції і військ СС. Займаючи найвищий пост в латвійській окупаційної адміністрації, відповідальний за приміщення в гетто і подальше знищення десятків тисяч євреїв республіки.

## біографія
Закінчив гімназію, потім вивчав сільське господарство в Геттінгені. У 1918 році вступив у фрайкор. У 1923 році взяв участь у придушенні повстання у Верхній Сілезії. Потім протягом семи років працював сільськогосподарським чиновником в провінціях Померанія, Бранденбург і Східна Пруссія. У 1929 році вступив в СА. У 1930 році покинув СА і вступив в СС в тому ж році (посвідчення №3 002). У той же час вступив в НСДАП (партійний квиток №142 290). Депутат рейхстагу.
Працював керівником оберабшніта СС «Південно-Захід» в Штутгарті, з березня 1937 року по травень 1941 був керівником оберабшніта «Північно-Схід» в Кенігсберзі. З червня по жовтень 1941 року — керівник СС і поліції на півночі Росії. Цей же пост він займав в Україні і Південній Росії до літа 1944 року. Влітку 1944 року командував кампфгруппой «Прютцман» на Україні, був нагороджений Німецьким хрестом у золоті. З червня по листопад 1941 року — вищий керівник СС в окупованій Латвії, відповідальний за відправку десятків тисяч євреїв у гетто в великих містах Латвії і їхнє знищення. У вересні 1944 року був призначений Генріхом Гіммлером генерал-інспектором спеціальної оборони, керував створенням організації «Вервольф». Маючи досвід в боротьбі з партизанським рухом в Україні, планував навчати членів організації тактиці радянських партизан. На початку 1945 року за наказом Гіммлера організував вбивство бургомістра Аахена Франца Оппенгофа, призначеного на цю посаду американцями. Незадовго до кінця війни потрапив в полон до союзників. Покінчив життя самогубством у в'язниці в Люнебурзі 21 травня 1945 року.

## Звання
- Штурмфюрер СС (10 листопада 1930)
- Штурмбаннфюрер СС (3 серпня 1931)
- Штандартенфюрер СС (1 січня 1932)
- Оберфюрер СС (26 червня 1933)
- Бригадефюрер СС (9 листопада 1933)
- Группенфюрер СС (28 лютого 1934)
- Обергруппенфюрер СС і генерал поліції (9 листопада 1941)
- Генерал військ СС (1 липня 1944)

## Нагороди
- Почесний кут старих бійців
- Німецька імперська відзнака за фізичну підготовку в сріблі
- Спортивний знак СА в бронзі
- Кільце «Мертва голова»
- Почесна шпага рейхсфюрера СС
- Медаль «У пам'ять 13 березня 1938 року»
- Медаль «У пам'ять 1 жовтня 1938»
- Золотий партійний знак НСДАП (30 січня 1939)
- Медаль «За вислугу років у НСДАП» в бронзі та сріблі (15 років)
- Медаль «За вислугу років у СС» 4-го, 3-го і 2-го ступеня (12 років)
- Хрест Воєнних заслуг
  - 2-го класу з мечами (10 вересня 1940)
  - 1-го класу з мечами (1 березня 1943)
- Залізний хрест
  - 2-го класу (9 жовтня 1941)
  - 1-го класу (20 січня 1943)
- Медаль «За зимову кампанію на Сході 1941/42»
- Орден Заслуг (Угорщина), командорський хрест із зіркою
- Нагрудний знак «За боротьбу з партизанами»
- Німецький хрест в золоті (16 червня 1944)